# Telescopio Ruths di Merate
Il telescopio Ruths è un telescopio riflettore situato a Merate e facente parte dell'osservatorio astronomico di Brera. Situato in una cupola risalente al 1935 e costruita sull'esempio degli osservatori di Yerkes e Lick, è stato il primo a disporre di una piattaforma mobile per raggiungere meglio l'oculare. Lo specchio venne realizzato in Italia in alluminio rivestito di nichel e con diametro di 137 cm, spessore di 20 cm raggiungeva un peso di 600 kg. Nel corso degli anni '90, poiché in stato di degrado, è stato conservato in esposizione e sostituito da un altro in vetro-ceramica.
L'osservatorio sito in Merate ha codice MPC 096.